# Мадалуза
Мадалуза је насеље у Италији у округу Агриђенто, региону Сицилија.
Према процени из 2011. у насељу је живело 220 становника. Насеље се налази на надморској висини од 60 м.